# Une vie à deux (film, 1992)
Pour les articles homonymes, voir Une vie à deux.
Une vie à deux est un court métrage français de Vincent Garenq, sorti en 1992.

## Synopsis
Un couple visite un appartement pour le louer, et la visite devient un règlement de comptes.

## Fiche technique
- Réalisation : Vincent Garenq
- Scénario : Vincent Garenq
- Pays d'origine :  France
- Format : 35 mm
- Durée : 8 minutes

## Distribution
- Agathe Chouchan : Virginie
- Samuel Le Bihan : Antoine

## Autour du film
- Ce court-métrage a été présenté au Festival international du court-métrage de Clermont-Ferrand.